# Alyz Henrich
Alyz Henrich, de son vrai nom Alyz Sabimar Henrich Ocando, née le 19 octobre 1990 à Punto Fijo, est un mannequin, une militante écologiste, une humaniste et une avocate vénézuélienne. Elle est élue Miss Terre 2013.